# Округ Декаб (Илиноис)
Округ Декаб (енгл. DeKalb County) је округ у америчкој савезној држави Илиноис.

## Демографија
По попису из 2010. године број становника је 105.160, што је 16.191 (18,2%) становника више него 2000. године.
| Група             | 2000.          | 2010.          |
| Белци             | 75.772 (85,2%) | 83.825 (79,7%) |
| Афроамериканци    | 4.084 (4,6%)   | 6.732 (6,4%)   |
| Азијати           | 2.087 (2,3%)   | 2.438 (2,3%)   |
| Хиспаноамериканци | 5.830 (6,6%)   | 10.647 (10,1%) |
| Укупно            | 88.969         | 105.160        |